# Mucosa-geassocieerd lymfoïde weefsel
Het mucosa-geassocieerd lymfoïde weefsel (MALT), ook wel mucosa-geassocieerd lymfeweefsel genoemd, is een diffuus systeem van kleine concentraties lymfoïde weefsel dat zich bevindt in verschillende submucosale membraangebieden van het lichaam, zoals het maag-darmkanaal, de neuskeelholte, de schildklier, de borst, de longen, de speekselklieren, de ogen en de huid. MALT wordt bevolkt door lymfocyten zoals T-cellen en B-cellen, evenals plasmacellen, dendritische cellen en macrofagen, die elk goed gepositioneerd zijn om antigenen te ontmoeten die door het mucosale epitheel heen breken. Het wormvormig aanhangsel , lang verkeerd begrepen als een rudimentair orgaan, wordt nu erkend als een belangrijke MALT-structuur die een essentiële rol speelt in door B-cellen gemedieerde immuunreacties, die uit de thymus afkonstige T-cellen herbergt, pathogenen reguleert via de lymfevaten en mogelijk vroege afweermechanismen tegen ziekten produceert. In het geval van intestinale MALT zijn ook M-cellen aanwezig, die antigeen uit het lumen opnemen en naar het lymfeweefsel transporteren. MALT vormt ongeveer 50% van het lymfeweefsel in het menselijk lichaam. Immuunreacties die optreden bij slijmvliezen worden bestudeerd door mucosale immunologie.

## Onderdelen en indeling

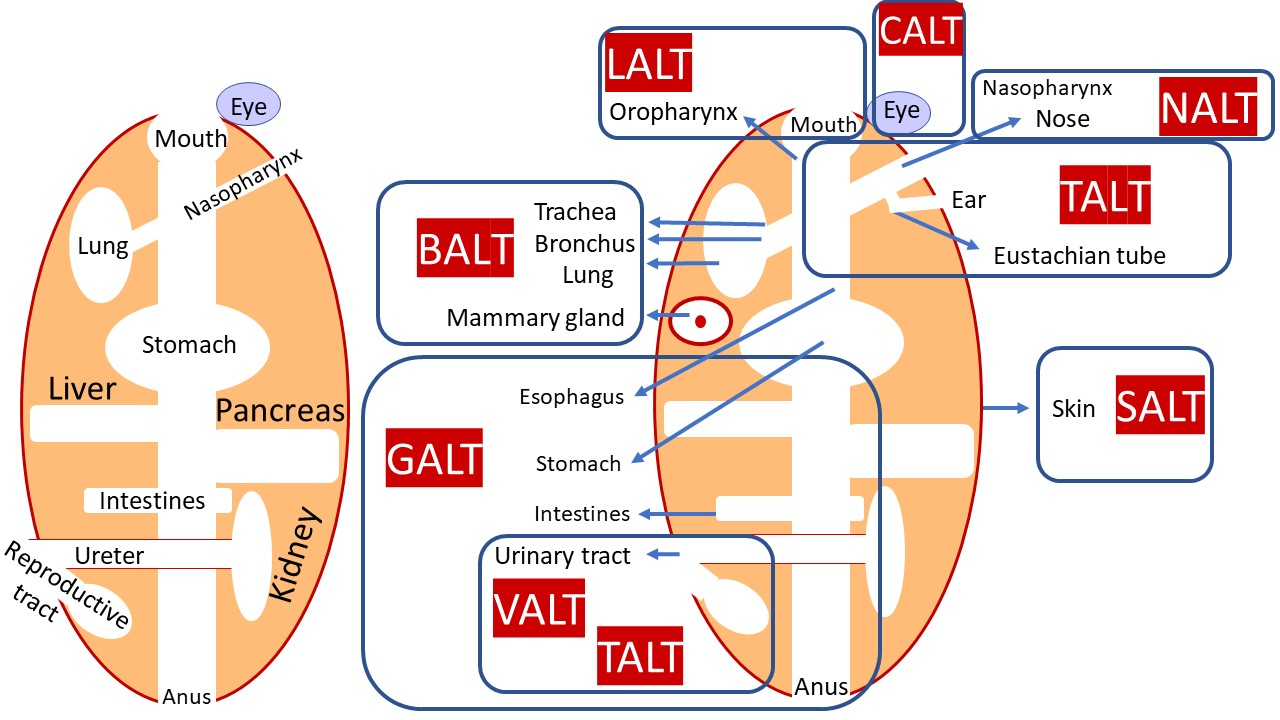
De onderdelen van MALT

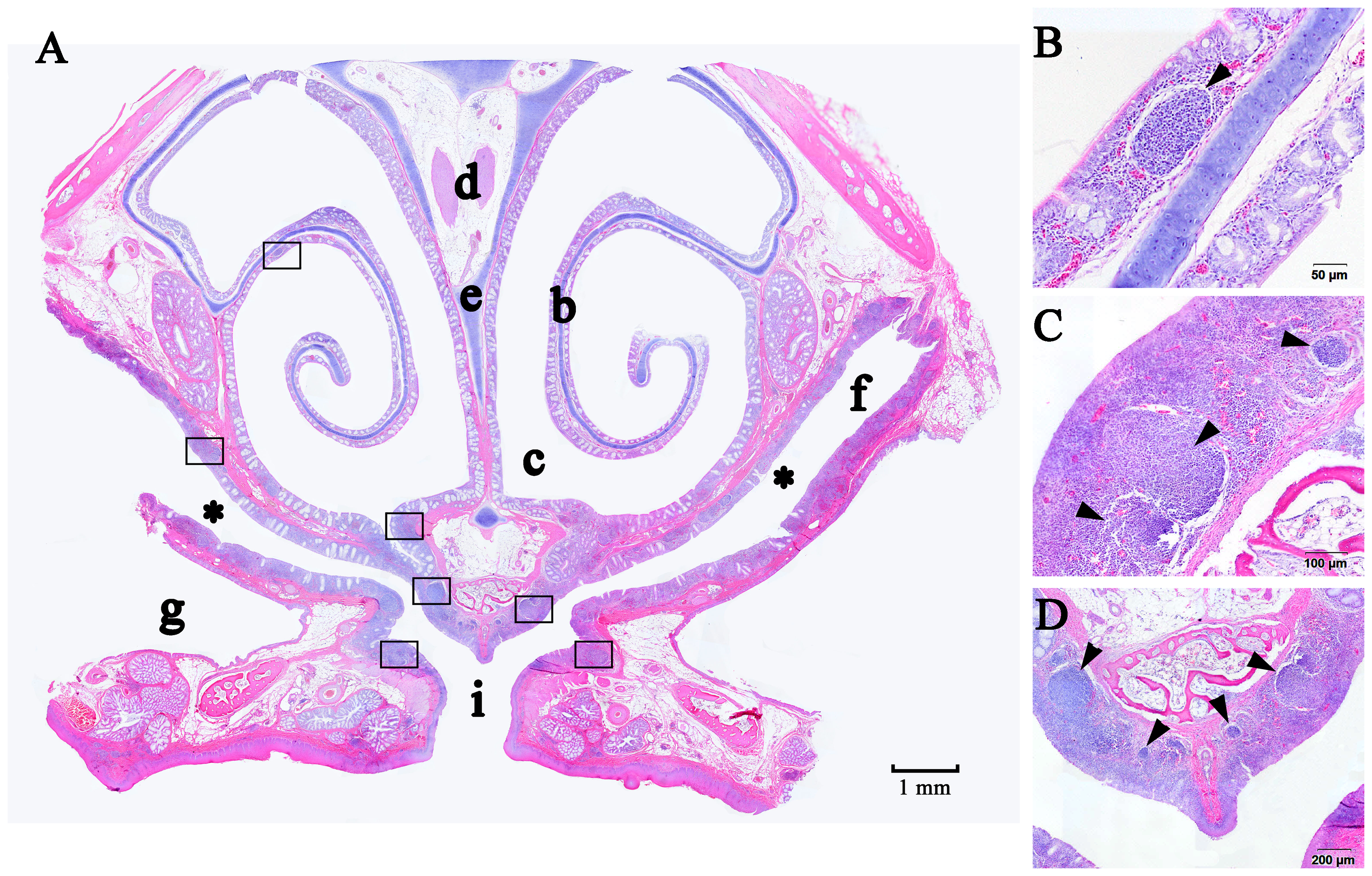
C en D: Neusgeassocieerd lymfoïde weefsel bij kippen

De onderdelen van MALT worden soms als volgt onderverdeeld:
- GALT (darmgeassocieerd lymfoïde weefsel. Peyerse plaat is een onderdeel van GALT dat zich in de bekleding van de dunne darm bevindt.)
- BALT (bronchusgeassocieerd lymfoïde weefsel)
- NALT (neusgeassocieerd lymfoïde weefsel)
- CALT (conjunctivageassocieerd lymfoïd weefsel)[2]
- LALT (larynxgeassocieerd lymfoïde weefsel)
- SALT (huidgeassocieerd lymfoïde weefsel)
- VALT (vulvovaginaalgeassocieerd lymfoïde weefsel)
- TALT (testisgeassocieerd lymfoïde weefsel)

### Indeling
Het kan ook worden ingedeeld door het organisatieniveau van het weefsel:
- O-MALT (georganiseerd mucosageassocieerd lymfoïde weefsel); met name de amandelen van de ring van Waldeyer zijn O-MALT.[3]
- D-MALT (diffuus mucosageassocieerd lymfoïde weefsel); MALT dat niet georganiseerd is als een afzonderlijk macroscopisch-anatomisch identificeerbare massa, weefsel of orgaan (zoals de eerder genoemde O-MALT) is diffuse MALT.[3]

## Klinische betekenis
MALT speelt een rol bij het reguleren van de mucosale immuniteit. Het kan de locatie zijn van lymfomen, meestal een non-hodgkinlymfoom. Een specifieke lymfoom is het marginale zone B-cellymfoom (een subtype dat MALT-lymfoom wordt genoemd). De marginale zone is het gebied op de grens tussen de niet-lymfoïde rode pulpa en de lymfoïde witte pulpa van de milt. Bepaalde subtypes van marginalezone-B-cellymfomen, zoals die in de maag voorkomen, worden vaak veroorzaakt door een Helicobacter pylori-infectie. Peyerse platen, groeperingen van lymfoïde follikels in het slijmvlies, controleren het darmgeassocieerd lymfoïde weefsel (GALT) nauwlettend om pathogenen die door het gebied gaan te reguleren. Vanwege de functie van M-cellen in Peyerse platen, waarbij de hechting en het transport van antigenen door een enkele laag epitheelcellen betrokken zijn, zou disfunctie in deze structuren een toegangspunt voor pathogenen kunnen vormen.